# ماكس مكوي
ماكس مكوي (بالإنجليزية: Max McCoy)‏ (30 أكتوبر 1958)؛ صحفي وروائي أمريكي.